# Leonardo Fioravanti (designer)
Leonardo Fioravanti (Milano, 31 gennaio 1938) è un designer, ingegnere e imprenditore italiano.

## Biografia
Fondatore e amministratore delegato della Fioravanti Srl, Leonardo ha studiato ingegneria meccanica al Politecnico di Milano, specializzandosi in aerodinamica. Prima di fondare Fioravanti Srl, ha lavorato ventiquattro anni con Pininfarina disegnando per Ferrari molteplici esemplari, fra i quali la 365 Daytona, la P5, la P6, la 512 Berlinetta Boxer, la 365 GT4 2+2 (precursore della 400 della 412), la 308 GTB, la 288 GTO, la testarossa, la 328 e la 348. Successivamente diventa amministratore delegato e direttore generale di Pininfarina Studi e Ricerche. 
Dal 1988 al 1991 ha lavorato per il Gruppo Fiat, inizialmente come vicedirettore generale della Ferrari e successivamente come direttore responsabile del Centro Stile Fiat e Alfa Romeo. Nel 2008 realizza la Ferrari SP1, un esemplare unico apripista del cosiddetto "Special Project", programma voluto dalla Ferrari stessa per la realizzazione di pezzi unici, per committenti privati, in collaborazione con i più famosi nomi del design italiano.
Il 18 gennaio 2017, al Festival Internazionale dell'Automobile di Parigi ha ricevuto il premio d'onore come designer.

## Modelli

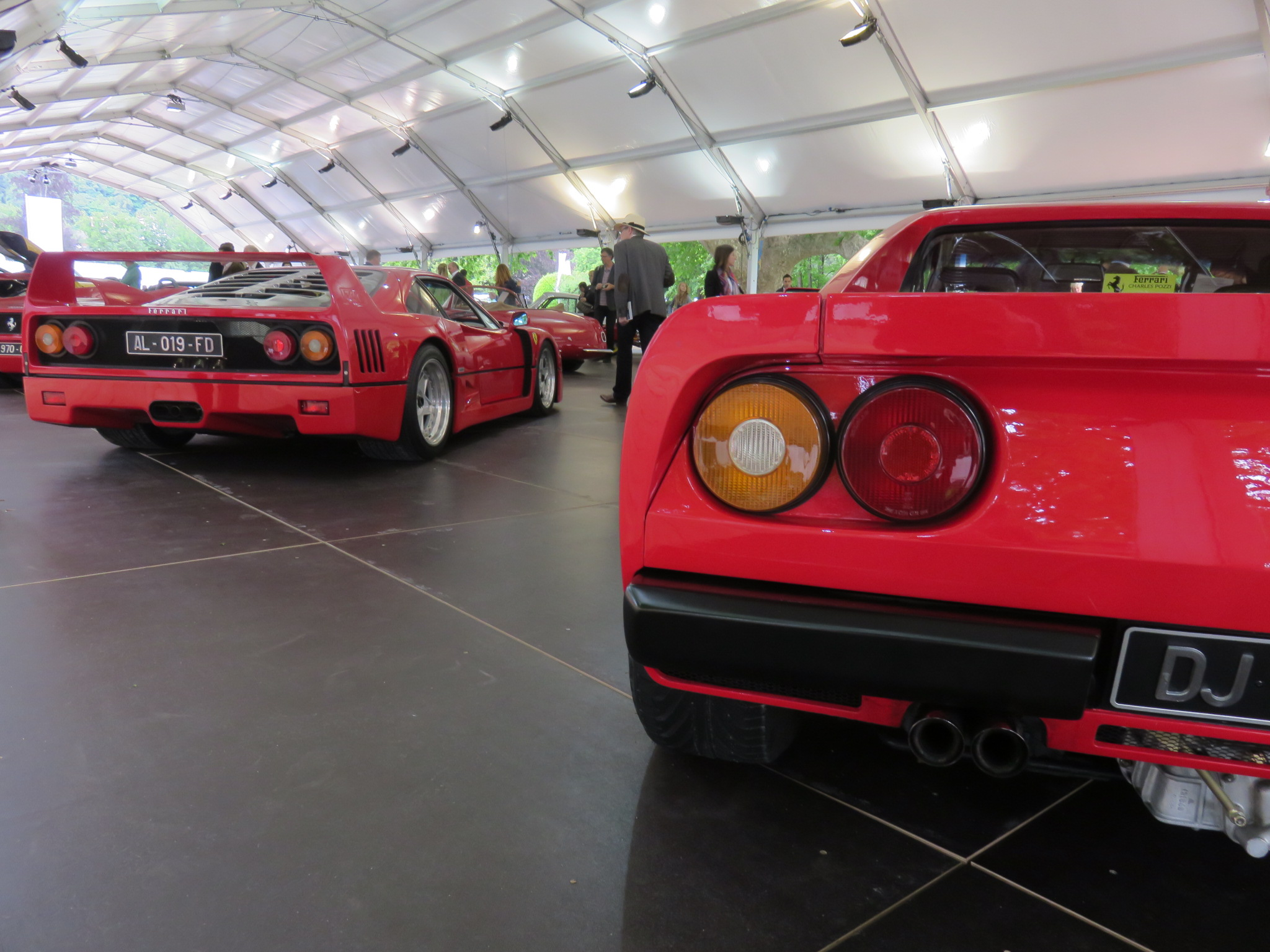
Da sinistra: una Ferrari F40 (ing. Nicola Materazzi) e una 288 GTO, disegnata da Fioravanti.

- Ferrari 365 Daytona
- Ferrari Mondial
- Ferrari P5
- Ferrari P6
- Ferrari Pinin
- Ferrari Berlinetta Boxer
- Ferrari 512
- Ferrari 365 GT4 2+2
- Ferrari 308 GTB
- Ferrari 328 (1985)
- Ferrari 348 (1989)
- Ferrari 288 GTO (1984)
- Ferrari F40 (1987)
- Ferrari SP1
- Ferrari Mondial (1980)
- Ferrari Testarossa (1984)
- Fiat 130 Coupé
- Lancia Gamma Berlina[3]
- Lexus LFA